# Kontinentale Öl
Die Kontinentale Öl-Aktiengesellschaft (Konti Öl) war eine deutsche Erdöl-Gesellschaft während des Zweiten Weltkrieges. Sie wurde am 27. März 1941 gegründet und im  Handelsregister unter Abteilung B 59013 beim Amtsgericht Berlin eingetragen.

## Geschichte
Gegenstand des Unternehmens war die Übernahme von Beteiligungen und jede andere geschäftliche Betätigung auf dem Kraftstoffgebiet, insbesondere im Ausland. Die Konti Öl hatte das ausschließliche Recht zur Gewinnung und Verarbeitung von und zum Handel mit Mineralölerzeugnissen in den vom Deutschen Reich besetzten Gebieten. Dieses Monopol war auf 99 Jahre befristet. Das Unternehmen wurde dagegen nicht selbst auf Reichsgebiet tätig. Vor allem die Deutsche Bank AG als Konsortialführer und Mittelgeber sowie die I.G. Farbenindustrie AG hatten entscheidenden Einfluss auf die Zusammensetzung der Gremien im Unternehmen.
Hintergrund der Gründung war, dass deutsche Mineralölunternehmen auf dem europäischen Markt nur eine untergeordnete Rolle spielten. Für den bevorstehenden Krieg gegen die Sowjetunion waren enorme Treibstoffmengen notwendig, die im Wesentlichen aus Quellen in Rumänien sowie den zu erobernden Gebieten der UdSSR, vor allem der östlichen Ukraine und dem Kaukasus, gewonnen werden sollten. Während sich in Rumänien seit 1940 eine deutsche Militärmission befand, die auch die Ölquellen um Ploiești sicherte, sodass der Kauf rumänischer Mineralölunternehmen zwischenstaatlich abgewickelt werden konnte, sollte die Konti Öl die sowjetischen Ölquellen nach einer Besetzung unverzüglich und in eigenem Namen wieder in Betrieb nehmen.
Die ersten Erwerbungen waren die rumänischen Erdölgesellschaften Concordia und Columbia Oil aus französischem bzw. belgischem Eigentum.
Auf der Gründungsversammlung am 28. März 1941 sprach Ernst Rudolf Fischer von dem „Hochziel, die Interessen der Royal-Shell am persischen Meerbusen ›und evtl. anderen Ländern‹ unter deutschen Einfluss zu bringen“, darüber würde jedoch selbstverständlich „der Ausgang des Krieges“ entscheiden.
Für die Übernahme der Erdölquellen des Kaukasus wurde im August 1941 die Tochtergesellschaft Ost Öl GmbH (Ostöl) gegründet. Diese hatte Ende 1941 bereits für 16 Millionen RM Bohrgeräte, Fahrzeuge und andere Betriebsmittel gekauft, doch die Erdölquellen des Kaukasus sollten nie (Baku) bzw. nur teilweise und kurzzeitig (Maikop und Taman) in deutsche Hand geraten. Für das Baltikum gab es die Tochtergesellschaft Baltische Öl GmbH.
Für die Inbesitznahme der Erdölanlagen wurden spezielle Einheiten der Wehrmacht als Beuteerfassungstrupps gebildet, so das Mineralölkommando Nord, Mineralölkommando Süd und das Mineralölkommando K für den Kaukasus.
Im ersten Geschäftsjahr 1941 verbuchte die Konti Öl einen Verlust von 1,43 Mill. RM, im zweiten Geschäftsjahr 1942 einen Reingewinn von 1,14 Mill. RM. Im Jahre 1944 lag der Verlust bei 39 Mill. RM, in erster Linie wegen des deutschen Rückzuges und der damit verbundenen Verluste an Maschinen, Material und Ölquellen. Nach Kriegsende gelangte die Gesellschaft in Treuhandverwaltung und in Abwicklung.
Auf der ersten ordentlichen Hauptversammlung nach dem Kriege im Juni 1949 wurden die Bilanzen von 1944 bis 1947 zur Kenntnis genommen, für 1948 ein Gesamtverlust von rund 55 Mill. RM verbucht und die Liquidation der Gesellschaft zum 31. Dezember 1950 beschlossen. Die Kontinentale Öl-AG trat sodann zum 1. November 1950 in Liquidation.

## Vorstand und Aufsichtsrat
Die Gesellschaft wurde geleitet von:
- Rudolf Paatsch – Gründungsvorstand (Rechtsanwalt in Berlin)
- Karl Blessing – Vorsitzender des Vorstandes (in den Vorstand delegiert)
- Ernst Rudolf Fischer – Stellvertretender Vorsitzender des Vorstandes (in den Vorstand delegiert)
- Hans Brochhaus (in den Vorstand delegiert)

Prokura hatten:
- Walter Dihlmann (auch Geschäftsführer der Tochtergesellschaft Kontinentale Öl GmbH mit Zweigstelle in Bukarest)
- Erich Will
- Dr. jur. Dr. rer. pol. Otto Rasch in 1942
- Dr. Karl Winkler in 1942
- Ewaald Schön in 1942

Im Aufsichtsrat saßen:
- Walther Funk – Vorsitzender des Aufsichtsrates (Reichswirtschaftsminister)
- Franz Hayler (Reichsgruppe Handel, ab 1943 Staatssekretär im Reichswirtschaftsministerium) (bis 1943)
- Wilhelm Keppler – Stellvertretender Vorsitzender des Aufsichtsrates (Staatssekretär im Auswärtigen Amt) (bis 1943)
- Erich Neumann – Stellvertretender Vorsitzender des Aufsichtsrates (Staatssekretär für den Vierjahresplan im Preußischen Staatsministerium)
- Hans Fischböck (Generalkommissar für Wirtschaft und Finanzen im Reichskommissariat für die besetzten niederländischen Gebiete) (bis 1943)
- Hugo Fritz Berger (Ministerialdirektor im Reichsfinanzministerium) (ab 1942)
- Friedrich Gramsch (Ministerialdirektor in der Behörde für den Vierjahresplan im Preußischen Staatsministerium)
- Ernst Rudolf Fischer (Ministerialdirigent im Reichswirtschaftsministerium) (Aufsichtsratsmandat ruht wegen Delegation in den Vorstand)
- Hans-Eduard von Heemskerck (Ministerialdirigent im Reichsluftfahrtministerium) (bis 1943)
- General der Infanterie Georg Thomas (Chef des Wehrwirtschafts- und Rüstungsamtes im Oberkommando der Wehrmacht) (bis 1943)
- Friedrich Fetzer (Ministerialrat im Oberkommando der Marine)
- Friedrich Kadgien (Ministerialrat in der Behörde für den Vierjahresplan im Preußischen Staatsministerium)
- Hermann Josef Abs (Mitglied des Vorstandes der Deutsche Bank AG)[5]
- Alfred Bentz (Direktor des Reichsamtes für Bodenforschung)
- Karl Blessing (Mitglied des Vorstandes der Unilever) (Aufsichtsratsmandat ruht wegen Delegation in den Vorstand)
- Hans Brochhaus (Mitglied des Vorstandes der Gewerkschaft Elwerath, Mitglied des Vorstandes der Gewerkschaft Deutsche Erdölraffinerie) (Aufsichtsratsmandat ruht wegen Delegation in den Vorstand)
- Heinrich Bütefisch (Mitglied des Vorstandes der I.G. Farbenindustrie AG)
- Paul Damm (AG Reichswerke „Hermann Göring“)
- Rüdiger Graf von der Goltz
- Kapitän zur See Gottfried Griebel
- Kurt Haver (Rheinisch-Westfälisches Kohlen-Syndikat) (ab 1942)
- Herbert Kauert (Mitglied des Vorstandes der Gelsenkirchener Bergwerks-AG, ab 1942 Vorsitzender des Aufsichtsrates des Rheinisch-Westfälischen Kohlen-Syndikates)
- Fritz Kranefuß (Mitglied des Vorstandes der Braunkohle-Benzin-AG, Adjutant des Reichsführers SS)
- Carl Krauch (Vorsitzender des Aufsichtsrates der I.G. Farbenindustrie AG)
- Karl Rasche (Mitglied des Vorstandes der Dresdner Bank AG)
- Friedrich Reinhart (Mitglied des Vorstandes der Ilse Bergbau-AG, Vorsitzender des Aufsichtsrates der Commerzbank AG) (ab 1942)
- August Rohdewald (Mitglied des Vorstandes der Reichs-Kredit-Gesellschaft AG)
- August Rosterg – Stellvertretender Vorsitzender des Aufsichtsrates (Vorsitzender des Vorstandes der Wintershall AG)
- Karl Schirner (Generaldirektor der Deutsche Erdöl-AG, Mitglied des Vorstandes der Vereinigte Industrieunternehmungen AG)
- Franz Wehling
- Hans Weltzien (Geschäftsführender Gesellschafter der Berliner Handels-Gesellschaft KGaA)
- Heinrich Wisselmann (Generaldirektor der Preußische Bergwerks- und Hütten-AG)

Nach dem Krieg gab es ab 1949 einen neuen Aufsichtsrat.

## Kapital
Von den 80 Millionen RM Grundkapital übernahmen:
- an Namensaktien zu je 1 Mill. RM (mit fünfzigfachem Stimmrecht):
  - Borussia Beteiligungsgesellschaft mbH (30 Mill. RM)[6]
  - Deutsche Erdöl-AG (3 Mill. RM)
  - Gewerkschaft Elwerath (3 Mill. RM)
  - Wintershall AG (3 Mill. RM)
  - Preußische Bergwerks- und Hütten-AG (6 Mill. RM)
  - I.G. Farbenindustrie AG (3 Mill. RM)
  - Braunkohle-Benzin-AG (2 Mill. RM)

- an Inhaberaktien zu je 1.000 RM (mit einfachem Stimmrecht):
  - Deutsche Bank AG (10,5 Mill. RM)
  - Dresdner Bank AG (10,5 Mill. RM)
  - Reichs-Kredit-Gesellschaft AG (4,5 Mill. RM)
  - Berliner Handels-Gesellschaft KGaA (4,5 Mill. RM)

## Tochtergesellschaften
Kontinentale Öl war eine Holdinggesellschaft, die über ihre Tochtergesellschaften tätig war. Ihre Tochtergesellschaften waren:
- Karpathen Öl AG (gegründet am 28. August 1942)
- Erdölraffinerie Trzebinia GmbH (gegründet am 13. März 1942, aufgelöst im Oktober 1955)
- Baltische Öl GmbH (gegründet am 25. Juli 1941, aufgelöst im November 1955)
- Kontinentale Öl GmbH (gegründet am 1. Juli 1943, aufgelöst im Februar 1952)
- Ostland-Öl Vertriebs GmbH (gegründet am 2. Oktober 1941, aufgelöst zusammen mit der Kontinentale Öl AG)
- Ostöl GmbH (gegründet am 28. Juli 1941, aufgelöst zusammen mit der Kontinentale Öl AG)
- Ukraine Öl Vertriebs GmbH (gegründet am 2. Oktober 1941, aufgelöst zusammen mit der Kontinentale Öl AG)
- Albanien Öl GmbH (gegründet am 17. Mai 1944, aufgelöst 1955)
- Kontinentale Betonschiffbau GmbH (gegründet am 20. April 1942, aufgelöst am 31. März 1950)
- Kontinentale Öl Transport AG (gegründet am 1. September 1941, aufgelöst 1997)
- Mineralöl GmbH Südost (gegründet am 1. Juli 1943, aufgelöst im November 1950)
- Sapropel GmbH (gegründet am 10. August 1944, aufgelöst im August 1951)
- Süddeutsche Bau GmbH (gegründet am 18. Oktober 1944, aufgelöst im Oktober 1953)
- Südostchemie Handels-GmbH (gegründet am 8. Juli 1939, aufgelöst im April 1951)[7]

## Verweise
1. ↑  Deutscher Reichsanzeiger und Preußischer Staatsanzeiger (Berlin), Nr. 94 vom 24. April 1941.
2. ↑  Hermann Josef Abs nannte das Projekt am 21. Januar 1941 noch „Continentale Petroleum AG“, im Ordner „Berliner Handelsgesellschaft“ im Zentralen Staatsarchiv der DDR in Potsdam, Dok. 16087. Ihm schwebte dabei wohl eine seit 1934 bestehende gleichnamige deutsch-französische Firma als Namensgeberin vor, die zum Komplex der Société française industrielle et commerciale gehörte. Siehe hier. (Memento des Originals vom 5. Dezember 2008 im Internet Archive)  Info: Der Archivlink wurde automatisch eingesetzt und noch nicht geprüft. Bitte prüfe Original- und Archivlink gemäß Anleitung und entferne dann diesen Hinweis.. Die anderen Nazis planten dagegen im März 1941 lieber unter dem Namen "Europäische Petrol-Gesellschaft." Gleiches Archiv, Film 5166.
3. ↑  Dietrich Eichholtz: Kriegsziele in der UdSSR. In: Babette Quinkert (Hrsg.): »Wir sind die Herren dieses Landes« Ursachen, Verlauf und Folgen des deutschen Überfalls auf die Sowjetunion. Hamburg 2002, S. 33.
4. ↑  siehe zur Baltöl die Lemmata KZ Vaivara und Albert Oeckl. Über die Arbeitsbedingungen von Kriegsgefangenen als Zwangsarbeiter siehe Dietrich Eichholtz u. a. Hrsg.: Anatomie des Krieges, Berlin 1969, Dok. 225, S. 422 vom 15. März 1943. Zitat Die Balt.Öl sieht die einzige Möglichkeit der Leistungssteigerung der Kriegsgefangenen in einer schärferen Behandlung und beabsichtigt z. B. die Durchführung einer Hungerkur… Hier ohne Unterschrift, Archiv-Quelle angegeben.
5. ↑  Zitat Abs dazu: Die neue Continentale (sic) Petroleum soll im Altreich keine Bohrungen niederbringen und keine eigene Produktionsbetätigung entfalten … Für die Betätigung im Ausland legt sich die neue Gesellschaft keinerlei Beschränkungen auf … Wie bekannt, sollen die an der Mehrheit fehlenden Aktien am freien Markt in Frankreich und Belgien durch uns erworben werden … Es bestehen aussichtsreiche Verhandlungen der IG Farben mit Standard Oil über die ungarischen Petroleumfelder, deren Gesamtwert von der Standard Oil auf 30 Mio £ geschätzt werden, die Übernahmebemühungen erstrecken sich auf die Mehrheit dieses Besitzes.
6. ↑  Dieses war eine staatliche Holding des Deutschen Reichs, die eigens zu diesem Zweck (Konti Öl) gegründet worden war, sonst nicht weiter bekannt. Hermann Göring sicherte sich so Einfluss auf die Ölwirtschaft. Die Namenswahl scheint zufällig zu sein und sich auf „Preußen“ zu beziehen. Die Holding hatte nichts mit den gleichnamigen Dortmunder Zechen im Umfeld der GBAG zu tun, die auch im Ölgeschäft tätig war, allerdings mehr in der Kohleverflüssigung.
7. ↑  
Kontinentale Öl AG. Tenhumberg Reinhard, abgerufen am 24. Mai 2014.
8. ↑  unter den Namen aller oben Genannten im Stichwortverzeichnis. Die formalrechtliche Aneignung der rumänischen Firmen, meist für nötig befunden, denn Rumänien galt ja als befreundet und selbstständig, lief im Wesentlichen über die französischen Anteile an rumänischen Erdölfirmen, neben den genannten „Colombia“ und „Concordia“ noch die Fa. „Petrol Block“, eine Firma ohne eigene Öl-Quellen, die zweisprachige Aktien in Rumänisch und Französisch herausgab.